# کازوهیرو یاماجی
کازوهیرو یاماجی (انگلیسی: Kazuhiro Yamaji؛ زادهٔ ۴ ژوئن ۱۹۵۴) هنرپیشه، صداپیشه، و بازیگر تلویزیون اهل ژاپن است. وی از سال ۱۹۷۹ میلادی تاکنون مشغول فعالیت بوده‌است.
از فیلم‌ها یا برنامه‌های تلویزیونی که وی در آن نقش داشته‌است می‌توان به تکن: د موشن پیکچر اشاره کرد.